# Четыркино
Четыркино — упразднённая в 1962 году деревня в южной части Свердловской области, в Каменском городском округе. Была расселена в 1960 году как одна из наиболее пострадавших от Кыштымской аварии на химкомбинате Маяк в городе Озёрск.

## География
Деревня располагалась на северном берегу озера Большой Сунгуль.

## История
Название Четыркино от слов баш. чет — мера малая, баш. ир — земля.
До 1923 года относилась к Щербаковской волости Камышловского уезда Пермской губернии. В 1928 году Четыркина входила в Рыбинковский сельсовет Каменского района Шадринского округа Уральской области.
21 февраля 1951 года Решением облисполкома № 127 населенный пункт Четыркина был причислен из Рыбниковского сельсовета в Смолинский сельсовет.
Ряд населённых пунктов района — деревни Четыркина, Тыгиш, Богатенкова, Рыбниковское пострадали от деятельности ПО «Маяк» в 1957 году. В связи с этим на территории городского округа осуществляется постоянный радиационный контроль.
В 1960 году деревня была снесена, а население переселено в Большие Брусяны.
14 мая 1962 года Решением облисполкома № 378 деревня Четыркина была исключена из списка регистрации населенных пунктов как прекратившая своё существование.
В настоящее время все постройки деревни снесены в рамках ликвидации последствий, а на месте деревни располагается урочище Четыркина.
8 октября 2016 года был открыт памятный мемориал исчезнувшей деревне.

## Население
- По данным 1904 года — 67 дворов с населением 367 человека (мужчин — 173, женщин — 194), все русские[8].
- В 1926 году в деревне было 95 дворов с населением 490 человек[3].
- На момент расселения в деревне проживало 92 семьи.